# Etnologie
Etnologie, ook wel Europese etnologie, richt zich op de bestudering van breed gedragen cultuurverschijnselen in hun historische, sociale en geografische dimensie, waarbij deze dimensies opgevat worden als dynamische, groepsgebonden processen van betekenisgeving en toe-eigening.:9
Etnologie is niet geheel een synoniem van volkskunde. De wetenschapsdiscipline etnologie is in de plaats gekomen van het vak volkskunde. Met name sinds de jaren 1980 heeft de volkskunde zich vernieuwd. Internationaal wordt het vak sindsdien veelal met Europese etnologie / European ethnology aangeduid. In Nederland wordt sinds 1998 meestal de benaming Nederlandse etnologie gebruikt. De Europese etnologie is als antropologie van Europa verwant aan de volkenkunde (de niet-westerse antropologie):8 en culturele antropologie. De beoefenaren van het vak zijn georganiseerd in SIEF, the International Society for Ethnology and Folklore, gevestigd in Amsterdam.
In Nederland richt de onderzoeksgroep Nederlandse Etnologie van het Meertens Instituut zich op het dagelijks handelen van mensen in Nederland en de beeldvorming van dit handelen. Het doel van het onderzoek is inzicht te krijgen in het leven van alledag en de daarmee samenhangende cultuurverschijnselen. Met ingang van september 2013 is aan de Universiteit van Amsterdam een nieuwe leerstoel Europese etnologie ingesteld. Samen met het Meertens Instituut maakt deze leerstoel deel uit van het ACEE, het Amsterdam Center for European Ethnology, dat als coördinerende instelling op dat gebied in september 2014 van start ging.